# Chen Lu (pintor)
Advertiment: Existeixen altres Chen Lu; un Chen Lou (1935 – 2004), pintor i una altra, esportista olímpica.

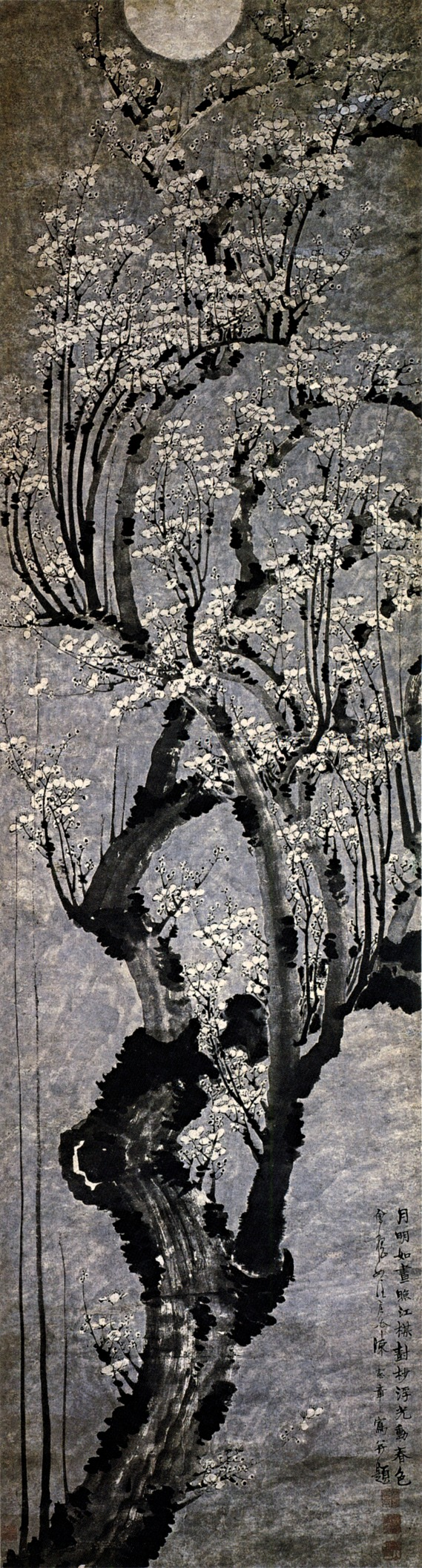
Chen Lu, Flors de prunera, Tianjin Fine Art Museum

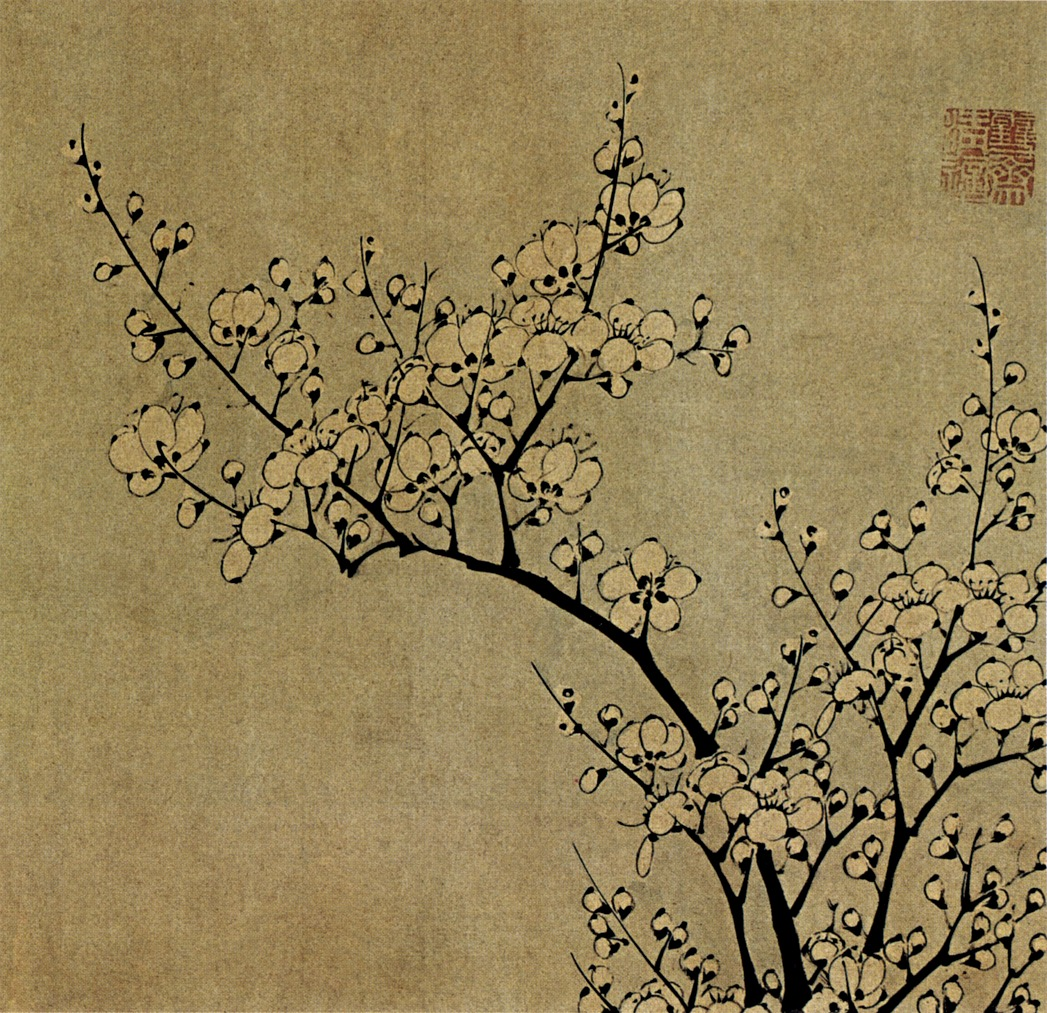
“Flor de prunera” de Chen Lu i Sun Long (孫隆);“Xiling Society of Seal Art“ de Hangzhou

Chen Lu (xinès simplificat: 陈录; xinès tradicional: 陳錄; pinyin: Chén Lù) fou un pintor xinès durant la dinastia Ming (emperador Yingzong), nascut a Huiqi, actualment Shaoxing, província de Zhejiang. Es desconeixen les dates del seu naixement i de la seva mort. Com a artista va destacar per les seves pintures de pruners, pins i bambús. Va ser un dels pintors de la dinastia Ming que va començar a originar una pintura d'estil decoratiu i influenciat per la mística.